# Forest Row
Forest Row är en ort och civil parish i grevskapet East Sussex i sydöstra England. Orten ligger i distriktet Wealden, cirka 4,5 kilometer sydost om East Grinstead. Tätorten (built-up area) hade 3 881 invånare vid folkräkningen år 2021.